# Przetoka

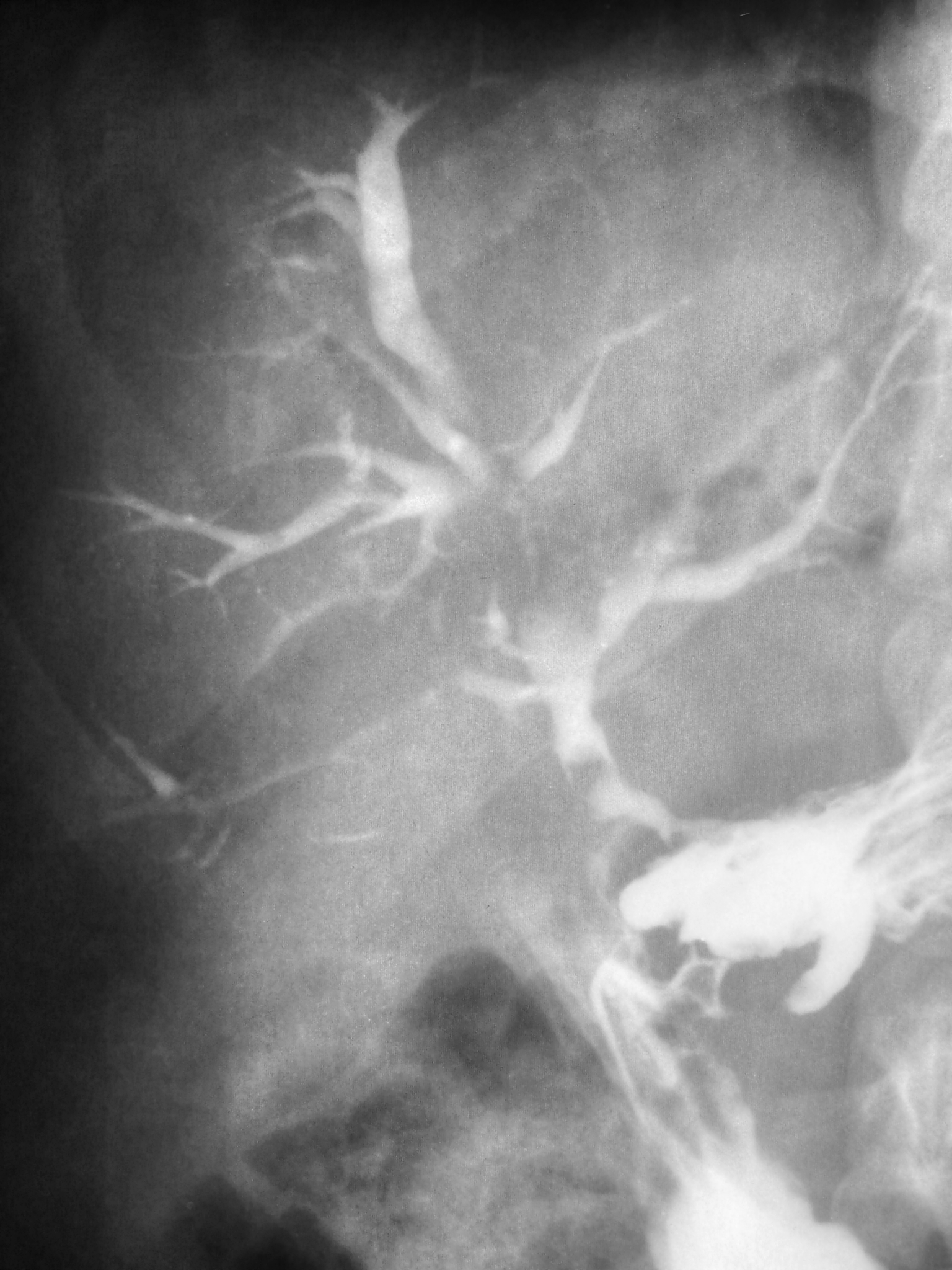
Radiogram uwidaczniający patologiczną komunikację dwunastnicy z drogami żółciowymi – przetoka dwunastniczo-żółciowa

Przetoka (łac. fistula) – w medycynie połączenie dwóch lub (rzadziej) więcej narządów powstające na skutek procesów patologicznych, również urazów, powikłań jatrogennych lub wykonane celowo za pomocą technik chirurgicznych.
Przetoki powstające (lub wykonane) pomiędzy narządami nazywane są przetokami wewnętrznymi, natomiast połączenia narządów wewnętrznych ze skórą nazywane są przetokami zewnętrznymi (narządowo-skórnymi).
Przetoki wewnętrzne najczęściej są skutkiem przejścia procesu chorobowego poza obręb narządu i zajęcia przezeń narządu sąsiedniego. Mogą towarzyszyć procesom nowotworowym, w których w wyniku miejscowego naciekania i martwicy dochodzi do wytworzenia połączeń nieprawidłowych anatomicznie. Również procesy nienowotworowe mogą doprowadzić do powstania przetok, jak przykładowo w chorobie Leśniowskiego-Crohna (przetoki międzyjelitowe). Przetoki są również następstwem powikłań chirurgicznych pod postacią rozejść zespoleń pomiędzy łączonymi częściami przewodu pokarmowego, moczowego czy oddechowego. W tych przypadkach najczęściej dochodzi do wytworzenia przetok zewnętrznych poprzedzonego nierzadko powstaniem ropnia lub zbiornika treści jelitowej, żółciowej itp. Przetoki mogą powstawać pomiędzy naczyniami krwionośnymi jak np. w zespole Parkesa-Webera, doprowadzając do miejscowych i ogólnych powikłań krążeniowych.
Objawy przetok są zależne od ich lokalizacji oraz rodzaju narządów, które łączą (powietrze w pęcherzu moczowym, wyciek żółci z rany operacyjnej, zespół krótkiego jelita itp.).
W celu uzyskania stałego dostępu do łożyska naczyniowego w celu hemodializy wykonuje się techniką mikrochirurgii zespolenia pomiędzy tętnicami a żyłami. Uzyskuje się w ten sposób odpowiednio wysoki przepływ krwi w powierzchownych naczyniach żylnych co umożliwia ich kaniulację (nakłuwanie) celem wielokrotnego podłączania do dializatora.
Stomia jelitowa w niektórych publikacjach nazywana jest przetoką jelitową, lecz ta ostatnia nazwa powinna być raczej zastrzeżona dla połączenia jelitowo-skórnego powstałego w następstwie patologii lub powikłania.